# Leptonetela
Leptonetela es un género de arañas araneomorfas de la familia Leptonetidae. Se encuentra en China, Grecia,  Turquía, Georgia y Azerbaiyán.

## Lista de especies
Según The World Spider Catalog 11.5:
- Leptonetela andreevi Deltshev, 1985
- Leptonetela anshun Lin & Li, 2010
- Leptonetela bama Lin & Li, 2010
- Leptonetela caucasica Dunin, 1990
- Leptonetela chiosensis Wang & Li, 2011
- Leptonetela curvispinosa Lin & Li, 2010
- Leptonetela danxia Lin & Li, 2010
- Leptonetela deltshevi (Brignoli, 1979)
- Leptonetela digitata Lin & Li, 2010
- Leptonetela flabellaris Wang & Li, 2011
- Leptonetela furcaspina Lin & Li, 2010
- Leptonetela geminispina Lin & Li, 2010
- Leptonetela gittenbergeri Wang & Li, 2011
- Leptonetela grandispina Lin & Li, 2010
- Leptonetela hamata Lin & Li, 2010
- Leptonetela hangzhouensis (Chen, Shen & Gao, 1984)
- Leptonetela hexacantha Lin & Li, 2010
- Leptonetela identica (Chen, Jia & Wang, 2010)
- Leptonetela jinsha Lin & Li, 2010
- Leptonetela jiulong Lin & Li, 2010
- Leptonetela kanellisi (Deeleman-Reinhold, 1971)
- Leptonetela lineata Wang & Li, 2011
- Leptonetela liping Lin & Li, 2010
- Leptonetela lophacantha (Chen, Jia & Wang, 2010)
- Leptonetela maxillacostata Lin & Li, 2010
- Leptonetela megaloda (Chen, Jia & Wang, 2010)
- Leptonetela meitan Lin & Li, 2010
- Leptonetela mengzongensis Wang & Li, 2011
- Leptonetela microdonta (Xu & Song, 1983)
- Leptonetela mita Wang & Li, 2011
- Leptonetela nuda (Chen, Jia & Wang, 2010)
- Leptonetela oktocantha Lin & Li, 2010
- Leptonetela palmata Lin & Li, 2010
- Leptonetela parlonga Wang & Li, 2011
- Leptonetela pentakis Lin & Li, 2010
- Leptonetela pungitia Wang & Li, 2011
- Leptonetela quinquespinata (Chen & Zhu, 2008)
- Leptonetela reticulopecta Lin & Li, 2010
- Leptonetela robustispina (Chen, Jia & Wang, 2010)
- Leptonetela rudicula Wang & Li, 2011
- Leptonetela sexdentata Wang & Li, 2011
- Leptonetela strinatii (Brignoli, 1976)
- Leptonetela suae Lin & Li, 2010
- Leptonetela tetracantha Lin & Li, 2010
- Leptonetela thracia Gasparo, 2005
- Leptonetela tianxingensis Wang & Li, 2011
- Leptonetela tongxi Lin & Li, 2010
- Leptonetela yangi Lin & Li, 2010
- Leptonetela yaoi Wang & Li, 2011
- Leptonetela zhai Wang & Li, 2011